# Xia Yu
Xia Yu (en chino simplificado, 夏雨; pinyin, Xià Yǔ, 28 de octubre de 1976) es un actor chino de cine y televisión. Con cinco galardones en la categoría de mejor actor obtenidos en prestigiosos festivales internacionales de cine, Xia Yu es uno de los actores más reconocidos de China.

## Biografía

### Inicios
Xia Yu nació el 28 de octubre de 1976 en Qingdao, Provincia de Shandong. Su padre se desempeñó inicialmente como actor y luego se dedicó a la pintura.
Xia fue descubierto inicialmente por el director Jiang Wen, quien lo seleccionó para integrar el reparto de su ópera prima In the Heat of the Sun (1994). A pesar de haber sido elegido en parte debido a su parecido facial con un joven Jiang, la actuación de Xia como un joven renegado en la película conquistó al público. Logró el reconocimiento internacional después de ganar el premio al Mejor Actor en el Festival de Cine de Venecia (el actor más joven en ganar ese premio en la historia del festival), en el Festival Internacional de Cine de Singapur y en el Festival de Cine de Taipéi.

### Popularidad
Xia empezó a estudiar actuación en la Academia Central de Artes Dramáticas en Pekín. Tras completar sus estudios en la academia, Xia permaneció activo en las industrias del cine y la televisión en su natal China, apareciendo en muchas películas y series televisivas desde 1994. Con su segunda película, Shadow Magic, empezó su consolidación como actor reconocido y obtuvo una nominación en la categoría de mejor actor en el Festival Internacional de Cine de Tokio. Sus créditos iniciales en el cine incluyen además producciones como Roots and Branches (2001) y Where Have All the Flowers Gone (2002). Sus siguientes largometrajes, The Law of Romance (por la que ganó el premio Golden Rooster en la categoría de mejor actor 2003) y Waiting Alone (por la que ganó el premio a mejor actor en el Festival de Cine Estudiantil de Pekín en 2005) consolidaron aún más su fructífera carrera como actor. Con cinco galardones en la categoría de mejor actor en festivales internacionales, Xia Yu se convirtió en uno de los actores más reconocidos de China.
Como muchos de los actores de hoy en China, Xia Yu también tiene una extensa carrera en televisión, apareciendo en programas como Records of Kangxi's Travel Incognito, Classical Romance y Sky Lovers. La mayoría de los papeles en televisión de Xia han sido secundarios, hasta que fue elegido para protagonizar la serie The Ugliest In the World, donde interpretó a Liu Baoshan, un genio de la Dinastía Qing que abandonó la oportunidad de convertirse en oficial para convertirse en payaso, su verdadera vocación.
Aparte de las producciones locales, Xia ha protagonizado dos películas de Hollywood: China: The Panda Adventure (junto a Maria Bello en 2001) y The Painted Veil (junto a Edward Norton y Naomi Watts en 2006). Xia también protagonizó con Shilpa Shetty la película hindi The Desire (2010). En 2016 interpretó el papel de Wong Jack Man en la película biográfica basada en la vida del actor y artista marcial Bruce Lee Birth of the Dragon, producida por el cineasta estadounidense George Nolfi.

### Actualidad
Xia se reunió nuevamente con el director de Waiting Alone Dayyan Eng en la comedia fantástica de 2017 Wished. La cinta se convirtió en uno de los títulos nacionales de mayor recaudación de taquilla para la temporada de verano.

## Plano personal
Xia Yu se casó con la actriz Yuan Quan en 2009, una década después de haberla conocido cuando era estudiante de artes dramáticas. Han aparecido juntos en cuatro largometrajes: The Law of Romance (2003), Waiting Alone (2004), Shanghai Rumba (2006) y Breakup Buddies (2014). Su hija nació el 31 de marzo de 2010.

## Filmografía

### Cine
| Año  | Título                            | Título original     | Papel              | Notas  |
| ---- | --------------------------------- | ------------------- | ------------------ | ------ |
| 1994 | In the Heat of the Sun            | 阳光灿烂的日子      | Ma Xiaojun         | [ 14 ] |
| 2000 | Shadow Magic                      | 西洋镜              | Liu Jinglun        | [ 15 ] |
| 2001 | Roots and Branches                | 我的兄弟姐妹        | Qi Tian            | [ 16 ] |
| 2001 | China: The Panda Adventure        |                     | Quentin Young      |        |
| 2002 | Where Have All the Flowers Gone   | 那时花开            | Gao An             | [ 17 ] |
| 2003 | Cala, My Dog!                     | 卡拉是条狗          | Oficial de policía | [ 18 ] |
| 2003 | The Law of Romance                | 警察有约            | Zhao Xingan        |        |
| 2004 | My Early Days in France           | 我的法兰西岁月      | Xiao San           | [ 19 ] |
| 2004 | Electric Shadows                  | 电影往事            | Mao Dabing         | [ 20 ] |
| 2004 | Bamboo Shoot                      | 自娱自乐            | Wang Shengli       | [ 21 ] |
| 2004 | Waiting Alone                     | 独自等待            | Chen Wen           | [ 22 ] |
| 2005 | Dragon Squad                      | 猛龙                | Luo Zaijun         | [ 23 ] |
| 2006 | Shanghai Rumba                    | 上海伦巴            | Ah Chuan           | [ 24 ] |
| 2006 | Sun Plant                         | 太阳花              | Chico              | Corto  |
| 2006 | The Painted Veil                  | 面纱                | Wu Lien            |        |
| 2007 | Getting Home                      | 落叶归根            | Bei Baorong        | [ 25 ] |
| 2007 | Dangerous Games                   | 棒子老虎鸡          | Li Dachun          | [ 26 ] |
| 2009 | Tiny Dust, True Love              | 寻找微尘            | Reportero          | Cameo  |
| 2010 | Life of Sentime                   | 感情生活            | Xiao Ke            | [ 28 ] |
| 2010 | Wind Blast                        | 西风烈              | Zhang Ning         | [ 29 ] |
| 2010 | The Desire                        |                     | Jai Leang          |        |
| 2012 | Double Trouble                    | 宝岛双雄            | Ocean              | [ 30 ] |
| 2012 | The Sino-Japanese War at Sea 1894 | 一八九四·甲午大海战 | Itō Sukeyuki       | [ 31 ] |
| 2013 | Love Deposit                      | 爱情银行            | He Muyang          | [ 32 ] |
| 2013 | Christmas Rose                    | 圣诞玫瑰            | Xue Zhaowen        | [ 33 ] |
| 2014 | Breakup Buddies                   | 心花路放            | Kang Xiaoyu's ex   | Cameo  |
| 2015 | Crazy New Year's Eve              | 一路惊喜            | Zhong Wei          | [ 34 ] |
| 2015 | Romance Out of the Blue           | 浪漫天降            | Lin Zida           | [ 35 ] |
| 2015 | Mojin: The Lost Legend            | 鬼吹灯之寻龙诀      | Big Gold Tooth     | [ 36 ] |
| 2016 | Papa                              | 洛杉矶捣蛋计划      | Huang Guolun       | [ 37 ] |
| 2016 | Birth of the Dragon               |                     | Wong Jack Man      | [ 38 ] |
| 2017 | Wished                            | 反转人生            | Ma Fendou          |        |

### Programas de variedades
| Año  | Título          | Notas                 |
| ---- | --------------- | --------------------- |
| 2017 | Go, Fighting!   | (ep. 3.07) - invitado |
| 2017 | Give Me Five S1 | (ep. #3) - invitado   |

## Premios y distinciones
Festival Internacional de Cine de Venecia
| Año  | Categoría                 | Película    | Resultado |
| ---- | ------------------------- | ----------- | --------- |
| 1994 | Copa Volpi al mejor actor | Días de sol | Ganador   |